# Le Petit Diable
Pour les articles homonymes, voir Diable (homonymie) et Diavolo (homonymie).
Pour plus de détails, voir Fiche technique et Distribution.
Le Petit Diable (Il piccolo diavolo) est un film italien de comédie réalisé par Roberto Benigni, sorti en 1988.
Interprété notamment par Roberto Begnini lui-même, Nicoletta Braschi et Walter Matthau, le film a été présenté à la Quinzaine des Réalisateurs au Festival de Cannes 1989. Roberto Benigni a reçu le prix David di Donatello du meilleur acteur 1989 pour ce film.
Une partie du film a été tournée à Taormine en Sicile et la gare de chemin de fer que l'on voit dans le film est la gare de Taormina-Giardini (it). Le film est dédié à Donato Sannini et à Andrea Pazienza, deux amis du réalisateur disparus pendant le tournage du film.

## Synopsis
Le père Maurice (Walter Matthau) est appelé pour un exorcisme. Il réussit à libérer une femme de l'être qui la possède, mais celui-ci prend vie dans un corps autonome (Roberto Benigni). Ce diable, qui affirme s'appeler Célestine (Giuditta en VO), semble s'être échappé de l'au-delà pour découvrir le monde.
Il rappelle un peu un enfant : il est curieux et n'a pas la moindre idée sur la manière dont fonctionne la société des vivants. Il se découvre d'un coup une passion pour le dessert italien de la zuppa inglese. Il n'est pas méchant, seulement un peu narcissique. Il bouleverse complètement la vie du pauvre père Maurice, qui se trouve au bord de la crise de nerfs à force de devoir endiguer ses extravagances.
Célestine rencontre une femme, Nina (Nicoletta Braschi) qui le fascine, surtout lorsqu'il découvre qu'elle a sous sa jupe quelque chose de mystérieux, différent de ce qu'il voit sur lui-même.

## Fiche technique
- Titre original : Il piccolo diavolo
- Titre français : Le Petit Diable
- Réalisation : Roberto Benigni
- Scénario : Roberto Benigni et Vincenzo Cerami, d'après une histoire de Roberto Benigni, Giuseppe Bertolucci et Vincenzo Cerami
- Direction artistique : Antonio Annicchiarico
- Costumes : Aldo Buti, Cristiana Ricceri
- Photographie : Robby Müller
- Effets spéciaux : Fabio Traversari
- Son : Luca Anzellotti, Massimo Anzellotti, Remo Ugolinelli, Corrado Volpicelli
- Montage : Nino Baragli
- Musique : Evan Lurie
- Production : Mario Cecchi Gori, Vittorio Cecchi Gori et Mauro Berardi
- Société(s) de production : Yarno Cinematografica, et Cecchi Gori Group Tiger Cinematografica en association avec Reteitalia
- Société(s) de distribution :
- Pays d'origine : Italie
- Langue originale : italien
- Format : couleur, sonore
- Genre : comédie, fantastique
- Durée : 106 minutes
- Dates de sortie :
  -  Italie : juillet 1988
  -  France : 21 juin 1989

## Distribution
- Roberto Benigni (VF : Dominique Collignon-Maurin) : Célestine (Giuditta en VO)
- Walter Matthau (VF : André Valmy) : Père Maurice (Maurizio en VO)
- Nicoletta Braschi : Nina
- Stefania Sandrelli : Patricia
- John Lurie : Cusatelli
- Annabella Schiavone : La possédée
- Paolo Baroni : Saverio
- Franco Fabrizi : Évêque
- John Karlsen : Évêque âgé

## Prix et distinctions
- David di Donatello du meilleur acteur 1989 : Roberto Benigni

## Réception
Le Petit Diable a battu les records au box office de la saison 1988-89.
Lorsque le film est sorti dans les salles, Tullio Kezich, critique cinématographique, l'a défini comme le meilleur film de Benigni à ce stade, parce que, selon lui, les deux premiers étaient plutôt décevants. Il a ajouté qu'il permettait de comprendre le talent de Benigni qui, selon lui, s'exprime au maximum de ses qualités.